# Аксінін Олександр Дмитрович

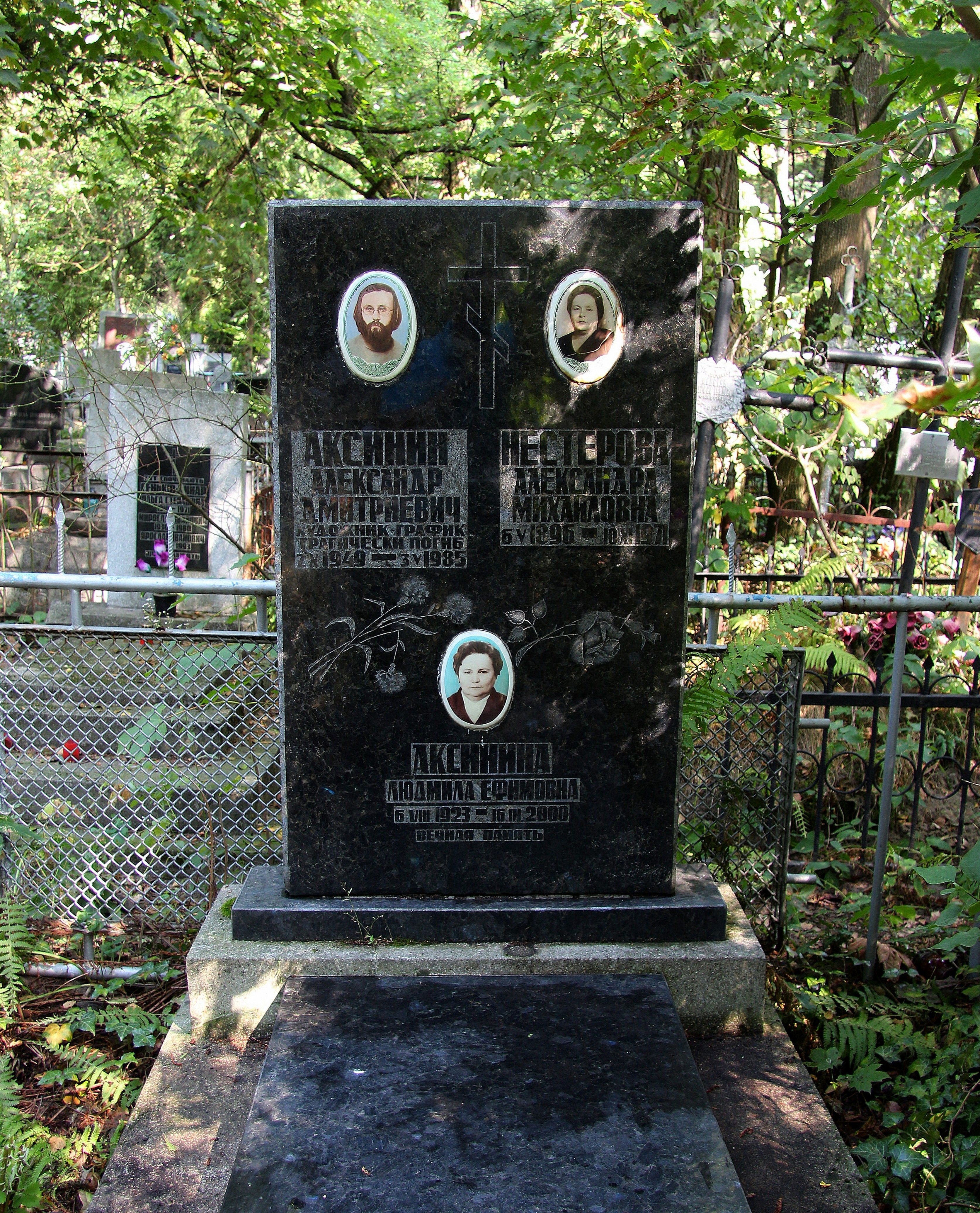
Пам'ятник на могилі родини Аксініних.

Олекса́ндр Дми́трович Аксі́нін (2 жовтня 1949, Львів — 3 травня 1985, Золочівський район, Львівська область) — художник-графік, жив і працював у Львові. Його називали «львівським Дюрером» за досконале володіння технікою офорта та прецизне опрацьовування деталей, а також «Піранезі XX століття» за драматичні і бездоганні конструкції.

## Життєпис
Народився в родині військового картографа Дмитра Петровича Аксініна (1927—2005) і Людмили Юхимівни (до шлюбу Нестерова, 1923—2000), працівниці Львівської залізниці. Протягом 1956—1966 років Олександр навчався в престижній львівській середній школі № 52. Вже змалку проявилося його художнє обдарування. Впродовж 1963—1966 років, паралельно з загальноосвітньою школою, він відвідував вечірню художню школу; з того часу збереглося чимало його малюнків.
1967—1972 роки навчання в Українському поліграфічному інституті ім. Івана Федорова за спеціальністю "Графіка",  спеціалізація "Оформлення і ілюстрація книги". Після закінчення інституту і до призову в армію декілька місяців працював художнім редактором у Львівському обласному управлінні у справах видавництв, поліграфії і книжкової торгівлі.
З травня 1973 року по травень 1974 року відбував війскову службу, спочатку у Бродах, пізніше — у Львові, куди його скерували для участі в художньому оформленні експозиції Музею військ Прикарпатського військового округу.
З 1974 року Аксінін працював художником-дизайнером у проектно-конструкторскому бюро Міністерства легкої промисловості. У 1977 році назавжди покинув офіційну роботу, присвятивши себе винятково творчості як вільний художник. Помешкання Аксініна і його дружини, письменниці і художниці Енґеліни (Ґелі) Буряковської (1944—1982), стало одним із центрів львівського неформального мистецтва, де проводилися і перші «квартирні» виставки.
Аксінін товаришував і тісно спілкувався з митцями країн Балтії, передусім, з естонським графіком Тинісом Вінтом, з яким його пов'язувало глибоке творче порозуміння, а також зі Стасісом Ейдригевичусом, Велло Вінном, Маре Вінт, Володимиром Макаренком. Аксінін підтримував зв'язки й з польськими художниками – Станіславом Фіялковським, Анджеєм Струмілло, Войцехом Якубовським. Олександр і Ґеля також були пов'язані з андеґраундом Москви і Ленінґрада — з художниками, мистецтвознавцями, поетами, які творили поза межами офіційного мистецтва. Серед творчих однодумців Аксініна були Дмитро Прігов, Віктор Крівулін, Ілля Кабаков, Оскар Рабін, Едуард Гороховський, Всеволод Некрасов, Генріх Сапґір.
1981 року Аксінін написав свою лаконічну автобіографію для статті Віктора Крівуліна [3], де він свідомо протиставив свій внутрішній світ зовнішнім подіям, а факти біографії поєднав з власним художнім та метафізичним досвідом:
3 травня 1985 року, повертаючись з Таллінна, Олександр Аксінін загинув в авіакатастрофі над Золочевом недалік Львова. Похований на полі 62 Янівського цвинтаря.

Роботи О. Аксініна знаходяться в музейних і публічних зібраннях, а також приватних колекціях багатьох країн світу. У 2015-2020 роках серію офортів «Босхіана» було включено до постійної експозиції Артцентру Ієронімуса Босха в м. Гертогенбос в Нідерландах. 

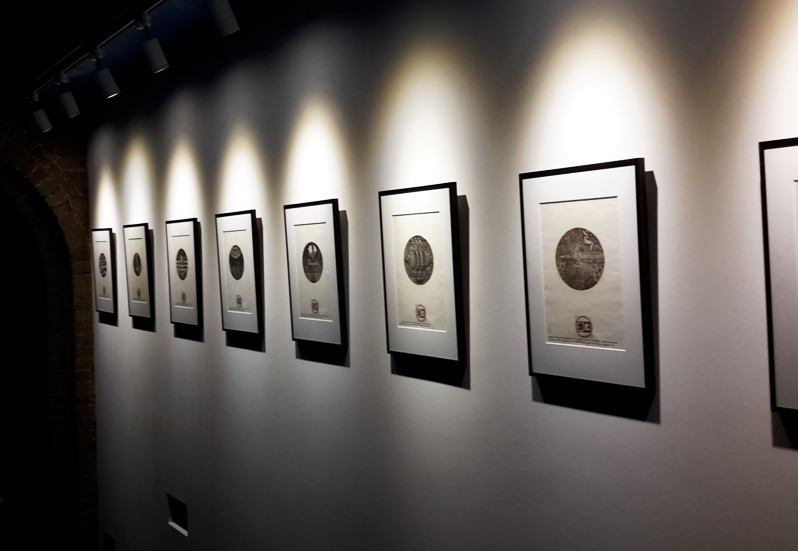
Серія «Босхіана» в експозиції Артцентру Ієронімуса Босха

Офорти Аксініна двічі нагороджені (у 1979 і 1985 роках) Почесними медалями міжнародного бієнале «Малі форми графіки» в Лодзі. 1981 року екслібрис Аксініна, виконаний для бібліотеки Любіньського Абатства ордена бенедиктинців в Польщі визнали найкращим на конкурсі, присвяченому 1500-річному ювілею св. Бенедикта. У 1990 році О. Аксініна нагородили спеціальною почесною нагородою жюрі міжнародного бієнале графіки «Інтердрук ’90» у Львові.
Художника включено до UU#Lviv - Архіву неформального українського мистецтва другої половини XX століття.

## Творчість
Художник починав з малюнків аквареллю і тушшю, ксерокопіював і розфарбовував свої чорно-білі малюнки. Перший офорт виконав у 1974 році і надалі ця техніка стала для нього основною.
Митець створив 343 офорти (не враховуючи великої кількості варіантів їх друку й оформлення), близько 200 аркушів нетиражної графіки (малюнків аквареллю, тушшю і гуашшю, в тому числі виконаних на відбитках офортів), і п'ять живописних робіт. Колір у творах Аксініна завжди виконував графічну, а не живописну функцію. 27 книжок записів та малюнків художника за 1965—1985 роки містять понад 200 ескізів і велику кількість малюнків-ідей, яких вистачило б на багато років творчої діяльності. Тетяна Білінська-Сіпер, близька подруга і архівістка творчості О. Аксініна, зберегла й впорядкувала його мистецьку спадщину та особистий архів.
Творчість Аксініна була дуже тісно пов'язана з літературою, яку читав художник та його оточення. Джонатан Свіфт, Федір Достоєвський, Франц Кафка, Хорхе Луїс Борхес і Велимир Хлєбников були для нього не меншими вчителями, ніж його улюблені художники — Ієронімус Босх, Пітер Брейгель, Альбрехт Дюрер, Пауль Клее, Мауріц Корнеліс Ешер, Джорджо де Кіріко та Казимир Малевич. Графічна спадщина художника містить серії офортів за мотивами «Аліси в Країні див» Льюїса Керрола (1976—1977) і «Мандрів Гуллівера» Джонатана Свіфта (1977—1978), а також візуальну інтерпретацію гексаґрам старокитайської «Книги Змін» (1984—1985). У цих серіях Аксінін часто перетворює тексти в частину зображення. Він «вводить у свої роботи предметний ряд, який символічно має відтворити не окрему частину тексту, а дати образ тексту загалом, служити знаком, матрицею ілюстрованого словесного твору» [3].
Художник був обізнаний не лише зі світовою літературою, дослідженнями з семіотики та культурології, але й з філософськими текстами (класичними — від Платона до Геґеля, і сучасними — зокрема, Романа Інгардена, Едмунда Гуссерля, Мішеля Фуко) з не багатьох доступних у той час оглядових матеріалів і самвидаву. В щоденниках митця часто можна побачити і виписки з філософської літератури, і власні асоціації та роздуми з приводу співзвучних сентенцій, певних теоретичних постулатів. Ïх глибоке переосмислення на підставі власних уявлень, поєднання резонуючих концепцій з особистим розумінням, світовідчуттям і внутрішнім досвідом сформувало своєрідне інтроспективно-містичне мислення художника. Це мислення і виявлялося в художній практиці митця: проблематиці його творів, а також засобів осмислення і візуально-пластичній інтерпретації понять часу, простору, нескінченності тощо. Така концептуальна насиченість визначає особливу глибину його творів, викликає додатковий рівень інтелектуальних алюзій, образних та дискурсивних, завдяки вкрапленням тексту та зверненню до філософської проблематики.
Структура творів Аксініна багатошарова й багаторівнева, починаючи від зовнішнього візуально-пластичного ряду, який збагачують змісти і значення явних та прихованих знаків, символів та текстів. Усе це підводить глядача не лише до сприйняття зовнішнього візуального, але й до розкриття внутрішнього змісту робіт, який зазвичай збагнути не так легко. Таке багатошарове занурення вимагає від глядача активної позиції: глибина розуміння і сприйняття творів залежить від його готовності осмислити складну візуально-семантичну конструкцію практично кожної роботи художника. «Для уважного глядача, який захоче заглибитись в надзвичайний світ його творчості, це стане незвичайною інтелектуальною і емоційною пригодою» [5].
Тиніс Вінт наголошував, що всі роботи Аксініна «мають закінчену і втілену конструкцію, доведену до іконної ясності. То́му, хто здатний осягнути таємницю їхнього задуму, вони готові відкрити змістовну суть своїх послань… Цифрові ритми центрального образу, композиційна динаміка, ієрархія сенсових рівнів — код і основні правила гри у творчості Олександра Аксініна» [6].
При цьому роботи художника не перетворюються на умоглядні та вихолощені концептуальні структури, а навпаки, є візуально «повнокровними», їх образотворча площина ґрунтується на особливій побудові простору та своєрідному представленні предметної дійсності. Характеризуючи візуальні особливості кращих робіт О. Аксініна, мистецтвознавець Дмитро Шелест відзначав такі характерні риси як «філігранність лінії, якнайтонше опрацювання деталей, урочиста симетрія побудов, складність планових і перспективних рішень, рафінований контраст темного і світлого, ритмізація загального тонального рішення» [8].
Творчості Аксініна присвячена низка досліджень і статей в наукових виданнях, насамперед, у міждисциплінарному журналі «Симпозіум. Studia Humanitatis». У трьох випусках цього видання в розділі «In Memoriam» (вступний текст і редакція І. Введенського) опубліковано багато матеріалів: статті про творчість О. Аксініна, філософсько-естетичні тексти з його щоденників, спогади про життя художника.

## Виставки
З 1974 року Аксінін брав участь у групових виставках; 1979 року його перша персональна виставка була організована в Таллінні за сприяння художника Т. Вінта. На початку 1980-х поет В. Кривулін допоміг провести кілька «квартирних» виставок художника в Ленінграді і Москві. Докладний опис усіх персональних і групових виставок вміщений на сайті художника.

### Основні персональні виставки
- 2024 — «Світи Олександра Аксініна». Stedley Art Foundation (Київ)
- 2023 — «Дивні королівства | Олександр Аксінін: Український майстер графіки». Тель-Авівський музей мистецтв (Тель-Авів, Ізраїль)
- 2017 — «Лабіринти Аксініна». Національний художній музей України (Київ)
- 2017 — Виставка графіки О. Аксініна в рамках проекту «Інестетика Простору: Т. Вінт & А. Аксінін». Музей сучасного образотворчого мистецтва на Дмитровській (Ростов-на-Дону, Росія)
- 2014 — «Alexander Aksinin. Метаграфіка: Досвід Пізнання». Львівська національна галерея мистецтв імені Бориса Возницького (Львів)
- 2013 — «Поетика Абсурду». Галерея «La Brique» (Франкфурт-на-Майні, Німеччина)
- 2012 — «Метаграфіка: Alexander Aksinin». Галерея «Pionova» (Гданськ, Польща)
- 2010 — «Олександр Аксінін». Державний центр сучасного мистецтва (Москва, Росія)
- 2009 — «Олександр Аксінін: Внутрішній досвід». Галерея «Примус» (Львів)
- 2008 — «Час —простір —вічність». Державний музей О. С. Пушкіна (Москва, Росія)
- 2006 — «Олександр Аксінін. День Р.». Музей сучасного образотворчого мистецтва на Дмитровській (Ростов-на-Дону, Росія)
- 2001 — «Офорти Олександра Аксініна». Галерея «Дзиґа» (Львів)
- 1992 — «Виставка графіки О. Аксініна» [Архівовано 22 травня 2021 у Wayback Machine.] в рамках проекту «Артмісія». Центральний будинок художника (Москва, Росія)
- 1991 — «Олександр Аксінін». Музей російського мистецтва (Київ)
- 1987 — «Виставка графіки О. Аксініна». Музей українського мистецтва (Львів)
- 1986 — «Графіка О. Аксініна». Художній салон (Таллінн, Естонія)
- 1984 — «О. Аксінін. Малі форми графіки». Галерея сучасного радянського мистецтва (Варшава, Польща)
- 1981 — «О. Аксінін. Графіка». Галерея «Балуцка» (Лодзь, Польща)
- 1979 — «Виставка графіки О. Аксініна». Державний художній інститут Естонії (Таллінн, Естонія)

## Відеоматеріали
- «Аксінін: Книга Перемін» на YouTube. Відеоарт Катерини Суєвалової, 2001
- «Прохання в червні» на YouTube. Відеоарт Іллі Гіммельфарба, Бориса Бергера та Сергія Кузьмінського («Кузі»), 2003
- «О.Аксінін в світлинах і слайдах: Львів-Таллінн, 1970-і - 80-і» на YouTube. Слайдшоу Михайла Зелена, 2009
- «Порцеляновий I Цзин» на YouTube. Відеоінсталяція Бориса Бергера, 2009
- «Акварелі Олександра Аксініна» на YouTube. Слайдшоу Михайла Зелена, 2012
- «Аксінін: Сюзана і старці» на YouTube. Відеослайд-колаж Ігоря Введенського, 2013
- «Звіти про Прецеденти-Вічність» на YouTube. Відеослайд-колаж Ігоря Введенського, 2013
- «Мандала» на YouTube. Відеоарт і музика Романа Якуба, 2014